# Juliette Pomerleau (série télévisée)
Pour les articles homonymes, voir Juliette Pomerleau et Pomerleau.
Juliette Pomerleau est une mini-série québécoise en dix épisodes de 45 minutes scénarisée par Claude Fournier d'après le roman d'Yves Beauchemin et diffusée du 11 février au 15 avril 1999 sur le réseau TVA.

## Synopsis
Cette télésérie est une comédie dramatique tirée du roman Juliette Pomerleau écrit par Yves Beauchemin en 1989. Juliette Pomerleau est l'histoire d'une femme (très) grosse (125 kilos, mais on ne le remarque plus en fin de compte) charmante, extrêmement dynamique et transpirant de joie de vivre et de compassion.
Juliette est propriétaire d'un immeuble à logement et elle élève seule un petit garçon (Bobichon), sa nièce (Adèle) s'étant enfuie pour de mystérieuses raisons lorsque l'enfant était en couche. La télésérie nous fait vivre un été particulièrement agité dans la vie de Juliette, pendant lequel elle (et ses locataires…) traversera plusieurs épreuves et aventures : guérison d'une grave maladie, à l'aide d'une extraordinaire musicothérapie, œuvre d'un locataire compositeur génial mais sujet à des hauts et des bas (Bohu) ; recherche de sa nièce, occasionnant de palpitants revirements de situations et à laquelle participe activement son locataire photographe (Clément) et son chevalier servant, ex-vendeur d'aspirateurs et amoureux romantique (Alexandre). Les défis de Juliette seront amplifiés par les basses manœuvres de la copropriétaire de l'immeuble, sa cruelle sœur Elvina…

## Fiche technique
- Scénariste et réalisateur : Claude Fournier
- Musique : André Gagnon, 1999, album "Juliette Pomerleau"
- Société de production : Rose Films

## Distribution
- Brigitte Boucher : Juliette Pomerleau
- William Honce : Denis, dit Bobichon
- Zachary Richard : Bohu Martinek
- Linda Roy : Rachel
- Serge Dupire : Roger Simoneau
- Benoît Brière : Clément Fisette
- Lorraine Pintal : Elvina
- Gérald Larose : Pop Chartier
- Dino Tavarone : Severino Bellochio
- Louise Proulx : Agnès
- Macha Grenon : Adèle
- Francis Reddy : plombier
- Albert Millaire : Dr Bellerose
- Normand Lévesque : Alexandre Portelance
- Aurélien Recoing : Fernand Livernoche
- Nadia Paradis : serveuse bar
- Sarah Lecompte-Bergeron : Yoyo
- Jean Marchand : Notaire Petitcourt
- Néfertari Bélizaire : Garde Doyon
- Luc Guimond : policier
- Pierre Mailloux : livreur Archambault
- Martin Harvey : doublure Martinek piano
- Claude Gai : Peter Jeunot
- Maxim Martin : maigrichon
- Martin Matte : policier
- Marie-Sylvie Houle : fausse Adèle
- Marie-G. Smith : secrétaire Peter Jeunot
- Sofie Essiembre : serveuse snack-bar
- Stéphanie Boucher : cliente Vrai Chablis
- Annie Carignan : cascadeur
- Andrée Champagne : Mme Lemire
- René Caron : Bouliane
- Alain Fournier : Hervé Dubé
- Carine Ouellet : jeune fille librairie
- Yves Langlois : cascadeur
- David Rigby : cascadeur
- Marc Gélinas : chef exterminateur
- Sylvain Scott : garagiste
- Donald Pilon : concierge Robidoux
- Marilyne Fontaine : ado librairie
- Benoît Fontaine : ado librairie
- André Maurice : chauffeur express
- Jean-Robert Bourdage : constable Morin
- Patrice Robergeau : déménageur haïtien
- Jessy Marcoux : garçon Saute-ruisseau
- Ghyslain Dufresne : garçon auberge Harris
- André Pellerin : chauffeur de taxi
- Jean-Élie Cajuste : chauffeur de taxi
- Jacky Cajuste : chauffeur de taxi
- François Éthier : chauffeur camion Éthier
- Heidi Tonken : Dr Heidi
- Charles Dutoit : lui-même
- Stéphane Crête : facteur
- Sylvie Lauzier : fille contrôle
- Alexandre Gagné : livreur pâtisserie
- France Galarneau : couturière
- Dany Michaud : technicien sono
- Nathalie Thivierge : serveuse patins à roulettes
- Diane Dufresne : chanteuse tango
- Dan Bigras : tôlier
- Peter Batakliev : garde-frontière
- Philippe Martin : Ronald Rouleau